# A Origem (álbum)
A Origem é o segundo álbum ao vivo do cantor brasileiro Lucas Lucco, lançado no dia 19 de outubro de 2018 através da gravadora Sony Music. O álbum recebeu disco de ouro da Pro-Música Brasil.

## Faixas
| N.º            | Título                                            | Compositor(es)                                                                 | Duração |  |
| 1.             | "Esquema Certo (Eu Tô Solteiro)"                  | Bruno Mandioca / Elvis Elan / Henrique Casttro / Maykow Mello                  | 2:36    |  |
| 2.             | "No Meu Corpo Cê Não Kicka Mais"                  | Anibal Vieira / Diego Silveira / Samuel / Thiago                               | 2:30    |  |
| 3.             | "Posto 24h" (part. Wesley Safadão)                | Bruninho Moral / Hiago Nobre / Jujuba / Xuxinha                                | 2:33    |  |
| 4.             | "Tá Play"                                         | Bruno Sucesso / Daniel Rangel / Elan Rúbio / Marcello Henrique                 | 2:31    |  |
| 5.             | "Cão Arrependido" (part. Israel & Rodolffo)       | Diego Silveira / Elvis Elan / Henrique Casttro / Rafael Borges                 | 2:26    |  |
| 6.             | "Briguinha Boba (Pã Pã Rã Pã Pã)"                 | Adryel Lima / Jujuba                                                           | 2:58    |  |
| 7.             | "Maliciosamente"                                  | Hiago Nobre / Junior Gomes / Renno / Thales Lessa                              | 2:16    |  |
| 8.             | "Boca Cega"                                       | Bruno César / Murilo Huff / Ricardo / Ronael                                   | 2:24    |  |
| 9.             | "São Longuinho"                                   | Bruno Mandioca / Elvis Elan / Henrique Casttro / Maykow Melo                   | 2:30    |  |
| 10.            | "Calor do Momento" (part. Fábio de Melo)          | Bruno Sucesso / Elan Rúbio / Marcello Henrique / Matheus Marcolino             | 3:17    |  |
| 11.            | "Aham"                                            | Bruno Mandioca / Elvis Elan / Henrique Casttro / Maykow Melo / Montenegro      | 3:47    |  |
| 12.            | "Sofrendo em 3D"                                  | Allef Alcino / João Roas / Junior Lobo / Thawan Alves                          | 2:33    |  |
| 13.            | "Totalmente Alteradinha" (part. Maiara & Maraísa) | Bruno César / Rodrigo Reys / William Santos                                    | 2:32    |  |
| 14.            | "Ela é Só Dela" (part. Kevinho)                   | Bruno Sucesso / Elan Rúbio / Marcello Henrique                                 | 2:17    |  |
| 15.            | "Tadim de Mim" (part. Léo Santana)                | Bruno Sucesso / Elan Rúbio / Marcello Henrique                                 | 2:25    |  |
| 16.            | "Ausência de Roupa"                               | Daniel Rangel / Denner Ferrari / Felipe Goffi / Isabella Resende / Jimmy Luzzo | 2:39    |  |
| 17.            | "Briguei Com um Palhaço" (part. Gustavo Mioto)    | Romim Mata / Thallyson Lima / Walber Cassio                                    | 2:31    |  |
| 18.            | "Paredão"                                         | Danillo Davilla / Isabella Resende / Junior Lobo / Thawan Alves                | 2:44    |  |
| 19.            | "Cansei de Ser Solteiro"                          | Jota Lennon / Rapha Soares / Rodolfo                                           | 2:46    |  |
| Duração total: | Duração total:                                    | Duração total:                                                                 | 52:00   |  |